# Томсон, Кевин
Ке́вин То́мсон (англ. Kevin Thomson; 14 октября 1984, Эдинбург) — шотландский футболист, опорный полузащитник, тренер. Выступал за сборную Шотландии.

## Клубная карьера

### «Хиберниан»
Кевин вырос на юге Шотландии в городке Пиблс и начал заниматься футболом в местной команде «Пиблс Тисл». В 2000 году юноша транзитом через эдинбургский «Хатчинсон Вэйл» перебрался в английский «Ковентри Сити», однако спустя год решил вернуться на родину в «Хиберниан».
Томсон — один из представителей талантливого поколения «хибс» начала 2000-х — Стивен Уиттакер, Скотт Браун, Дерек Риордан, Гарри О'Коннор, впоследствии громко заяивших о себе в других клубах. В сезоне 2003/04 Кевин закрепился в основном составе «Хиберниана», принимал участие в проигранном финале Кубка Шотландской лиги против «Ливингстона», однако в концовке чемпионата в игре с «Партик Тисл» получил тяжелую травму — разрыв крестообразных связок колена — и провел вне футбола почти год. В строй полузащитник вернулся только в конце сезона 2004/05, сыграв в 4 матчах.
Следующий сезон 2005/06 Кевин вновь провёл на высоком уровне, став одним из лидеров «Хибс» и в марте 2006 года подписал новый долгосрочный контракт до лета 2010 года. Летом 2006 года, после перехода капитана «Хиберниан» Гэри Колдуэлла в «Селтик», Томсон был избран новым капитаном.
Несмотря на капитанскую повязку и новый контракт с клубом, футбольная общественность полагала, что в ближайшем будущем Кевин также покинет «Хиберниан». 31 августа 2006 года клуб английской Премьер-лиги «Болтон Уондерерс» сделал предложение о покупке полузащитника, однако руководство «хибс» отклонило его. Слухи об уходе Томсона разгорелись с новой силой после того, как его агентом стал Вилли Маккей, клиентом которого также был одноклубник Кевина Скотт Браун. Маккей потребовал у руководства клуба увеличения зарплаты своих клиентов, соответствующей их роли в команде, но получил отказ. В результате Браун подал письменной заявление о выставлении его на трансфер. 20 декабря 2006 года «Чарльтон» пытался выкупить обоих хавбеков, но предложение лондонцев было отклонено, причём руководство «хибс» даже не проинформировало футболистов об этом, что привело к скандалу. 2 января 2007 года Томсон был лишен капитанской повязки, причиной чему, по словам менеджера «Хиберниана» Джона Коллинза, стало «снижение уровня игры футболиста на фоне спекуляций по поводу его ухода из клуба».

### «Рейнджерс»
30 января 2007 года было официально объявлено о переходе Томсона за £2 млн в «Рейнджерс». В своем новом клубе Кевин дебютировал 11 февраля в игре против «Килмарнока», но в перерыве был заменен из-за полученной травмы.
29 марта 2008 года Томсон забил первый мяч за «Рейнджерс», поразив ворота «Селтика» в Дерби Старой Фирмы, и принёс минимальную победу 1:0. В том сезоне Кевин стал обладателем Кубка Шотландии и Кубка Шотландской лиги, а также принимал участие в финале Кубка УЕФА, где «рейнджеры» уступили «Зениту».
В ноябре 2008 года Кевин получил тяжелейшую травму в матче против «Килмарнока». Карьера полузащитника была поставлена под угрозу. 31 декабря ему была сделана операция на травмированном колене и, к счастью, она прошла успешно. В игру Томсон вернулся только в следующем сезоне: 23 августа 2009 года он вышел в стартовом составе в поединке против «Хартса», однако уже на 13-й минуте получил красную карточку, но «Рейнджерс» сумел одержать победу (2:1).
В финале Кубка Лиги 2009/10 при счёте 0:0 Кевин вновь был удален с поля на 53-й минуте, поставив свою команду в тяжелое положение, а через 18 минут «Рейнджерс» и вовсе остались вдевятером — следом за полузащитником красную карточку заработал Дэнни Уилсон. Однако «Сент-Миррен» не сумел воспользоваться численным преимуществом — более того, на 84-й минуте Кенни Миллер принес победу команде из Глазго. Этот трофей стал последним для Кевина в составе «Рейнджерс».

### «Мидлсбро»
В июле 2010 года за £2 млн. Томсон перешёл в клуб Чемпионшипа «Мидлсбро». Уже в своей второй игре за «речников» против «Лестер Сити» Кевин получил перелом малоберцовой кости и выбыл из строя на два месяца, а впоследствии из-за случившегося рецидива был вынужден пропустить большую часть сезона. Возвращение Томсона на поле состоялось 12 апреля 2011 года, в матче 41-го тура Чемпионшипа против «Ипсвич Таун».
Перед новым сезоном 2011/12 Кевин снова получил повреждение — тренируясь в спортзале Эдинбурга полузащитник неудачно упал с беговой дорожки и травмировал лодыжку, что оказало негативный эффект на ранее перенесенный шотландцем перелом малоберцовой кости, в результате чего сроки восстановления затянулись на три месяцев.
17 сентября шотландец вернулся в строй, выйдя на замену в игре Чемпионшипа против «Кристал Пэлас». 15 октября Кевин впервые в розыгрыше Чемпионшипа-11/12 вышел на поле в стартовом составе — это произошло в матче против «Миллуолла». В середине сезона Кевин умудрился в течение одного месяца получить две красных карточки. 20 января 2012 года полузащитник был удален в игре против «Ковентри Сити», а 14 февраля — в матче против «Ноттингем Форест».
Летом 2012 года, в ходе предсезонных товарищеских матчей Кевин демонстрировал высокий уровень игры, также выполняя функции капитана команды. Предполагалось, что в новом футбольном году шотландец может быть избран новым обладателем капитанской повязки. Однако в первой игре сезона против «Бёри» в Кубке Лиги Кевин получил травму, выбившую его на месяц. Вернувшись в строй в сентябре, Кевин занял место в стартовом составе команды, однако уже в начале октября он вновь травмировался и выбыл на полтора месяца.
Возвращение Томсона на поле состоялось 24 ноября в матче против «Бристоль Сити». Шотландец вышел на поле на 61-й минуте, однако помочь своей команде не сумел — «Мидлсбро» сенсационно проиграл «малиновкам» 1:3. Кроме того, в концовке игры некоторые болельщики «Боро» освистали хавбека.

### Возвращение в «Хиберниан»
31 января 2013 года контракт Томсона с «Мидлсбро» был расторгнут по обоюдному согласию. В феврале Кевин начал тренироваться со своим бывшим клубом «Хиберниан», а в марте подписал с ним контракт до конца сезона 2012/13. 10 марта 2013 года в эдинбургском дерби против «Харт оф Мидлотиан» Томсон спустя 6 лет появился на поле в составе «хибс», заменив на 86-й минуте Тома Тайво.

## Международная карьера
За сборную Шотландии Кевин дебютировал 20 августа 2008 года в матче против Северной Ирландии (0:0). В сентябре 2013 года после трехлетнего отсутствия Томсон был вновь вызван в сборную для участия в отборочных матчах ЧМ-2014.

## Достижения
- Чемпион Шотландии: 2008/2009, 2009/2010
- Победитель Кубка Шотландии: 2007/2008
- Победитель Кубка Шотландской лиги: 2007/2008, 2009/2010
- Финалист Кубка УЕФА: 2007/2008